# قضب مستدير الأوراق
قضب مستدير الأوراق (الاسم العلمي:Cadaba rotundifolia) هو نوع من النباتات يتبع جنس القضب من الفصيلة القبارية.